# Microcitrus
Genre
Microcitrus est un genre de plantes proche des Citrus.

## Liste d'espèces
Certains auteurs citent plusieurs espèces  :
- Cinq espèces australiennes:
  - Microcitrus australasica (F. Muell.) Swingle
  - Microcitrus australis (Planch.) Swingle
  - Microcitrus garrowayae (F.M. Bailey) Swingle (syn. Microcitrus garrawayae F.M. Bailey)
  - Microcitrus inodora (Bailey) Swingle
  - Microcitrus maideniana (Domin.) Swing.
- Deux espèces de Nouvelle-Guinée :
  - Microcitrus papuana Winters (Syn:. Citrus wintersii Mabb)
  - Microcitrus warburgiana (F. M. Bailey) Tanaka

Selon ITIS:
- Microcitrus australasica (F. Muell.) Swingle
- Microcitrus australis (Planchon) Swingle

## Variétés et hybrides
- 'Sydney hybrid' (M. australis × M. australasica) syn. : Microcitrus ×virgata Mabb.
- 'Australian blood' (C. reticulata 'Ellendale' ? × M. australasica var. sanguinea ?)
- 'Australian Sunrise' (M. australasica × (Fortunella sp. × ×Citrofortunella microcarpa))